# Strada statale 37 del Maloja
La strada statale 37 del Maloja (SS 37) è una strada statale italiana.

## Storia
La strada statale 37 venne istituita nel 1928 con la denominazione "del Maloia" e con il seguente percorso: "Chiavenna - confine svizzero presso Castasegna".

## Percorso
La strada ha inizio a Chiavenna (333 m sopra il livello del mare), centro principale della valle omonima, dove si stacca dalla SS 36 del Lago di Como e dello Spluga, la quale abbandona la valle del fiume Mera per entrare in Val San Giacomo.

La SS 37, invece, continua a seguire il corso del Mera diretta alla frontiera con la Svizzera (cantone dei Grigioni).
Prima di raggiungere il confine, percorre la Val Bregaglia toccando i centri di Piuro e Villa di Chiavenna e alcune delle loro frazioni; il confine di stato è posto a una quota di 690 metri; da questo punto in poi la strada prosegue in territorio elvetico come strada principale 3.